# Segunda División Peruana 1971
La Segunda División Peruana 1971, la 29ª edición del torneo, fue jugada por diez equipos. 
El ganador del torneo, Deportivo Sima, ascendió al Campeonato Descentralizado 1972 mientras que Estudiantes San Roberto descendió a su liga de origen al haber ocupado el último lugar.

## Ascensos y descensos
| Posición | Ascendido al Descentralizado 1971 |
| -------- | --------------------------------- |
| 1º       | Atlético Deportivo Olímpico       |

| Posición | Descendido del Descentralizado 1970 |
| -------- | ----------------------------------- |
| 13º      | Deportivo Sima                      |

| Posición | Ascendido de Liguilla de Ascenso 1970 |
| -------- | ------------------------------------- |
| 1º       | Atlético Chalaco                      |

| Posición | Descendido a liga de origen 1971        |
| -------- | --------------------------------------- |
| 10º      | Huracán San Isidro (Liga de San Isidro) |
| 11º      | KDT Nacional (Liga del Callao)          |

## Equipos participantes
| Club                      | Ciudad |
| ------------------------- | ------ |
| Atlético Chalaco          | Callao |
| Atlético Sicaya           | Callao |
| Carlos Concha             | Callao |
| Centro Iqueño             | Lima   |
| Ciclista Lima             | Lima   |
| Deportivo Sima            | Callao |
| Estudiantes San Roberto   | Lima   |
| Independiente Sacachispas | Lima   |
| Mariscal Sucre            | Lima   |
| Racing San Isidro         | Lima   |

## Tabla de posiciones
| Predecesor: 1970 | Segunda División del Perú 1971 | Sucesor: 1972 |

- Datos: Q96058458